# Hyphantrophaga euchaetiae
Hyphantrophaga euchaetiae là một loài ruồi trong họ Tachinidae.